# Ридли Парк (Пенсилванија)
Ридли Парк (енгл. Ridley Park) град је у америчкој савезној држави Пенсилванија.

## Демографија
По попису из 2010. године број становника је 7.002, што је 194 (-2,7%) становника мање него 2000. године.
| Група             | 2000.         | 2010.         |
| Белци             | 6.942 (96,5%) | 6.605 (94,3%) |
| Афроамериканци    | 46 (0,6%)     | 142 (2,0%)    |
| Азијати           | 106 (1,5%)    | 81 (1,2%)     |
| Хиспаноамериканци | 36 (0,5%)     | 96 (1,4%)     |
| Укупно            | 7.196         | 7.002         |